# Christuskirche (Radolfzell)

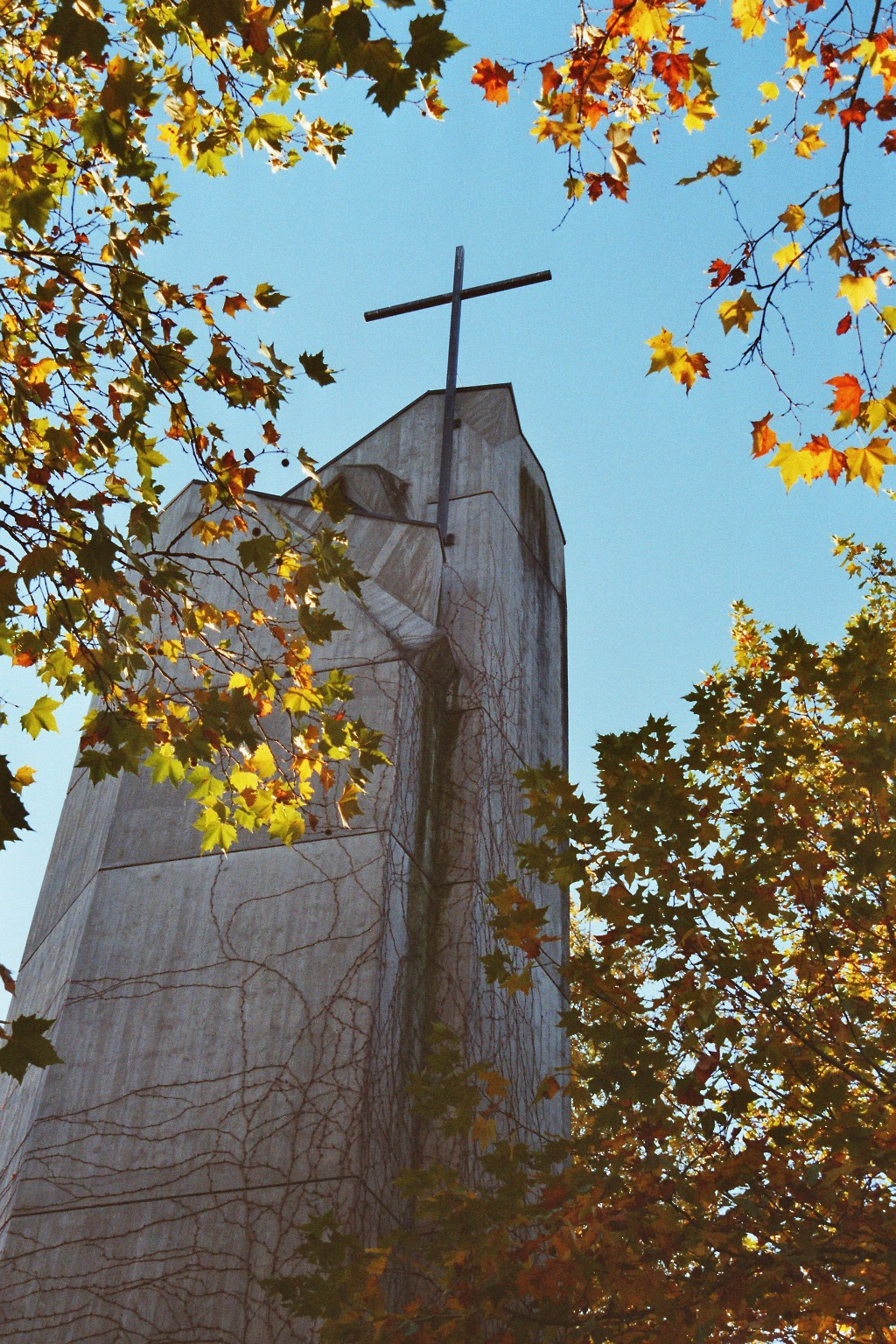
Christuskirche Radolfzell (Kirchturm)

Die Christuskirche Radolfzell ist die Kirche der evangelischen Kirchengemeinde Radolfzell am Bodensee, sie gehört zum Kirchenbezirk Konstanz der Evangelischen Landeskirche in Baden und wurde 1964 bis 1967 im Bauhausstil vom Architekten Roland Mayer erstellt.

## Geschichte
Die evangelische Gemeinde in Radolfzell ist relativ jung, 1853 gab es erst 15 Evangelische in der Stadt, ein erster evangelischer Gottesdienst wurde am Zweiten Weihnachtsfeiertag 1863 im Rathaussaal gefeiert.
Die Industrialisierung brachte am Ende des 19. Jahrhunderts ein schnelles und starkes Anwachsen der Zahlen der Gemeindemitglieder und damit den Wunsch nach einem eigenen Gotteshaus, das schließlich am 27. August 1899 in der Johannesstraße (heute Bismarckstraße) eingeweiht wurde. Am 12. Oktober 1904 wurde die Gemeinde aufgrund eines großherzoglichen Erlasses vom 8. Februar 1904 zur selbständigen Kirchengemeinde.

Das erste Kirchengebäude (1899–1963). Zeitgenössische Ansichtskarte.

Der Zuwachs an Protestanten machte sich durch die Gründung einer eigenen evangelischen Gemeinde in Radolfzell-Böhringen 1955 und der 1958 fertiggestellten Paul-Gerhardt-Kirche in Böhringen bemerkbar – und durch die Pläne zur Erweiterung der Evangelischen Kirche in Radolfzell.
Schnell zeigte sich, dass die alte Kirche nicht mehr ausbaufähig war, so dass sie im Jahr 1963 abgerissen wurde. Am 1. Advent 1965 legte Dekan Friedrich Mono den Grundstein der neuen Kirche, am 27. Februar 1967 konnte die Christuskirche von Oberkirchenrat Katz eingeweiht werden.

## Innenraum

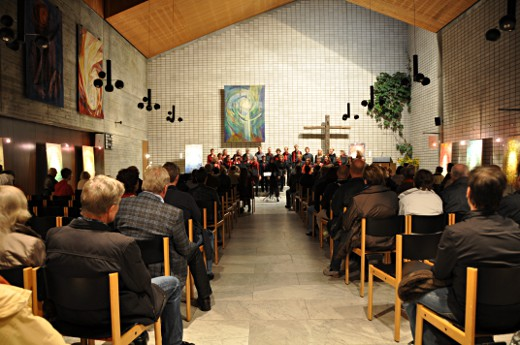
Der heutige Innenraum.

Der Innenraum ist bewusst schlicht gehalten.
Als Kunstwerke können die fünf Paramente an der Seitenwand benannt werden, die im Wechsel je nach Kirchenjahreszeit umgehängt werden. Es sind recht große (2,75 × 2 Meter) Wandteppiche, deren Entwurf von Gabriele Heidecker aus Markelfingen stammt, die Webausführungen von Hildegard Weller aus Stuttgart.
Seit Pfingsten 2001 befindet sich eine Kreuzinstallation im Altarraum der Christuskirche. Die Holzbalken stammen aus Konstanz, sie waren im Jahr 1337 dort zum Bau von Häusern verwendet worden. Als Ausdruck österlicher Freude brennt in der Nähe des Kreuzes die Osterkerze.
Rechtzeitig zum 100. Geburtstag der Kirchengemeinde 2004 kam der im Jahr 1899 von der Familie Burkart gestiftete Taufstein wieder zurück.